# 高槻市農業協同組合
高槻市農業協同組合（たかつきしのうぎょうきょうどうくみあい）は、大阪府高槻市に本店を置く農業協同組合である。

## 概要
- 設立：1967年（昭和42年）2月
- 本店所在地：大阪府高槻市城北町一丁目15-8
- 組合員数：14,857人
- 職員数：183人

## 沿革
- 1967年2月、高槻市内8農協が合併し高槻市農業協同組合が発足。
- 1989年12月、2農協を合併。
- 1992年10月、三島郡島本町の島本町農協を合併。
- 2017年2月28日、創立50周年。

## 事業区域
- 高槻市
- 三島郡島本町

## 本支店一覧
高槻市
- 本店
- 樫田支店
- 清水支店
- 原支店
- 真上支店
- 磐手支店
- 芥川支店
- 芥川東支店
- 五領支店
- 大冠支店
- 大塚支店
- 如是支店
- 芝生支店
- 三箇牧支店
- 唐崎支店
- 阿武野支店
- 富田支店

三島郡島本町
- 島本支店